# Нагорода Святого Володимира
Нагорода Святого Володимира — нагорода Академії наук вищої школи України.

## Історія
Нагорода Святого Володимира вперше була присуджена 1994 року.
Носить ім'я Великого князя Київського Володимира Святославовича, князя-просвітителя, який розвивав політичні, економічні, культурні стосунки з іншими розвиненими країнами Європи.

## Вимоги до лауреатів
Нагорода Святого Володимира присуджується вченим вищих навчальних закладів України за визначний особистий внесок у розвиток науки, організацію науково-досідницької роботи та впровадження її результатів в освіту, культуру, народне господарство.

## Висування та обрання лауреатів
Висувати кандидатів можуть академіки АН ВШ України, вищі навчальні заклади, наукові, регіональні відділення та наукові центри АН ВШ України.
Матеріали на поданих кандидатів розглядаються Президією АН ВШ України, яка таємним голосуванням визначає лауреатів нагороди, які набирають найбільшу кількість голосів, але не менше 50 % від облікового запису Президії. При цьому на засіданні мають бути присутні не менше 2/3 персонального складу Президії.
Повідомлення про присудження Нагороди Святого Володимира публікується в «Інформаційному віснику АН ВШ України» та інших періодичних виданнях.

## Нагороди
Лауреати Нагороди Святого Володимира на загальних річних зборах АН ВШ України отримують:
- диплом лауреата Нагороди Святого Володимира;
- медаль лауреата Нагороди Святого Володимира;
- грошову премію у розмірі, який визначається Президією АН ВШ України.

## Лауреати
- 2012
  - Поляков Микола  Вікторович
  - Кобець  Анатолій Степанович
  - Дубина Микола Іванович
  - Бахтеєва Тетяна Дмитрівна
  - Згуровський Михайло Захарович
- 2011
  - Св. Патріарх України Філарет
  - Андрущенко Віктор Петрович
- 2010
  - Шакун Василь Іванович
- 2009
  - Москаленко Віталій Федорович
- 2008
  - Вегеш Микола Миколайович
- 2007
  - Поважний Станіслав Федорович
  - Тіман Майор Пилипович
- 2006
  - Товажнянський Леонід Леонідович
  - Тугай Анатолій Михайлович
  - Поважний Станіслав Федорович
- 2005
  - Сіпітий Віталій Іванович
- 2004
  - Його Святість, Патріарх Київський і всієї України-Руси, академік АН ВШ України, Філарет
  - Малахов Валерій Павлович
- 2003
  - Табачніков Станіслав Ісакович
  - Сминтина Валентин Андрійович
  - Баранник Дмитро Харитонович
- 2002
  - Зименковський Борис Семенович
  - Толубко Володимир Борисович
  - Курако Юрій Львович
- 2001
  - Мовчан Павло Михайлович
  - Артемчук Галік Ісакович
  - Кононенко Петро Петрович
- 2000
  - Поляков Микола Вікторович
  - Щокін Георгій Васильович
- 1999
  - Євтушенко Станіслав Костянтинович
  - Жежеленко Ігор Володимирович
- 1998
  - Влох Орест Григорович
  - Мощич Петро Степанович
- 1997
  - Таран-Жовнір Юрій Миколайович
- 1996
  - Мельничук Дмитро Олексійович
  - Бородатий Василь Порфирійович
- 1995
  - Драч Іван Федорович
  - Гончарук Євген Гнатович
- 1994
  - Гончар Олесь Терентійович
  - Скопенко Віктор Васильович